# Tia Malovrh
Tia Malovrh (16 luglio 2008) è una combinatista nordica slovena.

## Biografia
Tia Malovrh, attiva dall'ottobre del 2021, ha esordito in Coppa del Mondo il 17 marzo 2024 a Trondheim (22ª);
ai Mondiali juniores di Schilpario/Lake Placid 2025 ha vinto la medaglia d'argento nella gara a squadre e ai successivi Mondiali di Trondheim 2025, suo esordio iridato, si è classificata 14ª nel trampolino normale, 16ª nella partenza in linea e 7ª nella gara a squadre mista.

## Palmarès

### Mondiali juniores
- 1 medaglia:
  - 1 argento (gara a squadre a Schilpario/Lake Placid 2025)

### Coppa del Mondo
- Miglior piazzamento in classifica generale: 38ª nel 2025